# Numana (M 5557)
Il Numana (distintivo ottico M 5557) è un cacciamine della Marina Militare italiana. La nave è la quarta unità della classe Gaeta.
Ha ricevuto la Bandiera di combattimento il 6 maggio 1995 presso il Porto di Ancona. L'unità è stata assegnata al Porto della Spezia. L'imbarcazione è progettata per svolgere missioni di localizzazione e neutralizzazione di mine navali. Per tale scopo è dotata di un sonar e di due veicoli filoguidati ROV. L'unità può essere inoltre impegnata per attività di ricerca di relitti ed oggetti vari sui fondali marini. La nave dispone inoltre di personale palombaro e camera iperbarica. Può svolgere azioni di salvataggio in mare e di pattuglia dei confini nazionali.